# BAR 005
La BAR 005 è la quinta monoposto di Formula 1 prodotta dalla British American Racing, realizzata per partecipare al campionato mondiale di Formula 1 2003.

## Tecnica
Rispetto alla 004, la 005 ha subito delle modifiche concernenti il telaio, il quale è stato reso più leggero e rigido rimanendo dei limiti dei regolamenti sulla sicurezza. Per limitare il peso della vettura, si è eliminato il 10% dei componenti che erano presenti sulla vettura precedente. Anche il cambio X-trac sequenziale a sette marce e le sospensioni furono rivisti per ottenere un miglioramento prestazionale. Come propulsore venne impiegato un nuovo Honda V10 RA003, mentre gli pneumatici erano forniti dalla Bridgestone.

## Stagione
Viene confermato Jacques Villeneuve (che sarà sostituito nell'ultimo Gran Premio da Takuma Satō), mentre viene ingaggiato Jenson Button, proveniente dalla Renault.
La vettura si dimostra buona. I migliori risultati sono due quarti posti di Button (Austria e Giappone). La stagione si conclude al 5º posto.

## Risultati in Formula 1
| Anno | Team                    | Motore               | Gomme | Piloti     |    |    |     |     |     |    |     |     |     |     |    |   |     |     |     |   | Punti | Pos. |
| ---- | ----------------------- | -------------------- | ----- | ---------- | -- | -- | --- | --- | --- | -- | --- | --- | --- | --- | -- | - | --- | --- | --- | - | ----- | ---- |
| 2003 | British American Racing | Honda RA003E 3.0 V10 | B     | Villeneuve | 9  | NP | 6   | Rit | Rit | 12 | Rit | Rit | Rit | 9   | 10 | 9 | Rit | 6   | Rit |   | 26    | 5º   |
| 2003 | British American Racing | Honda RA003E 3.0 V10 | B     | Sato       |    |    |     |     |     |    |     |     |     |     |    |   |     |     |     | 6 | 26    | 5º   |
| 2003 | British American Racing | Honda RA003E 3.0 V10 | B     | Button     | 10 | 7  | Rit | 8   | 9   | 4  | NP  | Rit | 7   | Rit | 8  | 8 | 10  | Rit | Rit | 4 | 26    | 5º   |